# Valdesoto
Valdesoto es una parroquia del concejo de Siero, en el Principado de Asturias . Alberga una población de 1.910 habitantes (INE 2011) en 873 viviendas. Ocupa una extensión de 13,98 km².
Está situada en la zona centro-sur del concejo y limita al noroeste con las parroquias de La Carrera (Siero) y Pola de Siero; al noreste, con la de Santa Eulalia de Vigil; al este, con la de Santa Marta Carbayín; al sureste, con la de San Juan Arenas; al sur, con la de Tuilla, en el vecino con concejo de Langreo; y al oeste con la de Hevia.

## Poblaciones
Según el nomenclátor de 2011 la parroquia está formada por las poblaciones de: 
- Bendición (casería): 215 habitantes
- Castiello (aldea): 122 habitantes
- Corripos (aldea): 49 habitantes
- Faes (Fayes en asturiano y oficialmente[4]) (casería): 259 habitantes
- Landia (lugar): 91 habitantes
- Leceñes (Lliceñes) (lugar): 432 habitantes
- Llorianes (casería): 101 habitantes
- Negales (lugar): 154 habitantes
- Pando (casería): 63 habitantes
- La Piniella (La Piñella) (casería): 96 habitantes
- La Rotella (lugar): 51 habitantes
- Tablado (Tablao) (casería): 15 habitantes
- Tiroco (lugar): 207 habitantes
- Venta la Salve (La Venta la Salve) (lugar): 55 habitantes

## Contexto geográfico
Valdesoto ocupa una amplia meseta o valle rodeada de diversos sistemas montañosos de poca importancia y masas arbóreas relativamente grandes, cruzada por varios arroyos o riachuelos, uno de los cuales, que cruza la parroquia de norte a sur, tiene el mismo nombre que esta.

## Etimología
Con descripción geográfica se concluye que el nombre de la parroquia deriva etimológicamente de la conjunción de las palabras "Valle" (depresión topográfica rodeada de elevaciones por cuyo fondo suele circular un curso de agua) y "Soto" (monte, bosque, sitio poblado de árboles en riberas o vegas), y que de la primitiva forma Valle de soto ha quedado en nuestros días el nombre de Valdesoto.

## Comunicaciones
Las principales vías de comunicación de Valdesoto son la AS-1, denominada Autovía Minera entre Gijón y Mieres, la AS-246, denominada Carretera Carbonera, entre Gijón y Langreo, y las carreteras locales SI-8, SI-11 y SI-16. Además, la Autovía del Cantábrico pasa muy cerca de la parroquia, con enlace en la capital del municipio, Pola de Siero, a sólo 4 kilómetros de Valdesoto. También cruza la parroquia el ferrocarril de vía estrecha de FEVE entre Gijón y Laviana, con dos apeaderos dentro de su término.

## Festividades y monumentos
Valdesoto destaca por su intenso asociacionismo y también por sus fiestas, dedicadas a San Félix, el segundo fin de semana de agosto, en las que se celebra el Desfile de Carrozas, fiesta declarada de interés turístico regional en 2002.
En la parroquia se ubica el Palacio del Marqués de Canillejas o de los Carreño-Solís, notable muestra de la arquitectura palacial asturiana del siglo XVII con elementos de época posterior y amplio jardín. Declarado Bien de Interés Cultural en 2006.